# Cabaret (película de 1953)
Cabaret es una película española de género policiaco, con la inclusión de diversos números musicales, estrenada en 1953, dirigida por Eduardo Manzanos Brochero y protagonizada en los papeles principales por Fernando Rey, Nati Mistral, José Bódalo y María Luz Galicia.

## Sinopsis
La película comienza con una noticia publicada en los periódicos que anuncia la investigación, por parte de la policía, de una importante estafa. Precisamente, siguiendo los pasos del autor de ese delito conoceremos el cabaret donde transcurre toda la trama. Un lugar donde se cruzan los caminos de multitud de personajes.

## Reparto
- Fernando Rey como Carlos Jiménez
- Nati Mistral como Carmen
- José Bódalo como Luis
- María Luz Galicia como Rocío
- Miguel Pastor como Pedro
- Matilde Muñoz Sampedro como Señora en mesa
- Luisa Puchol como Señora en mesa
- Mariano Ozores Francés como Señor en mesa
- Teófilo Palou como Señor en mesa
- Manuel San Román como Tomás
- Rafael Alonso como	Hombre que pide dinero a Carlos
- Mario Morales como Amigo del hombre que pide dinero a Carlos
- Pilar Vela como Antonia
- Rafael Romero Marchent como Pepe
- Félix Dafauce como	Padre de Pepe
- Enrique Herreros como Señor en baño
- José Luis Ozores como Amigo de Pepe